# Antonowka (Kaliningrad, Osjorsk)
Antonowka (russisch Антоновка, deutsch Adamischken) ist ein Ort in der russischen Oblast Kaliningrad. Er gehört zur kommunalen Selbstverwaltungseinheit Munizipalkreis Osjorsk im Rajon Osjorsk.

## Geographische Lage
Antonowka liegt auf der östlichen Seite der Angerapp (russisch: Angrapa) etwa fünf Kilometer südöstlich der Rajonstadt Osjorsk (Darkehmen/Angerapp) an der Kommunalstraße 27K-356, die beim ehemaligen Bidszuhnen/Bidenteich, heute ein Ortsteil von Osjorsk, von der Regionalstraße 27A-043 (ex R517) abzweigt. Ein Bahnanschluss besteht nicht.

## Geschichte
In Adamischken lebten im Jahre 1818 lediglich 30 Einwohner. Ihre Zahl stieg bis 1863 auf 87 und betrug 1905 noch 76. Seit 1874 gehörte der Ort als Landgemeinde zum neu gebildeten Amtsbezirk Szabienen (heute polnisch: Żabin) im Kreis Darkehmen. Am 17. Oktober 1928 wurde die Landgemeinde Adamischken an die Landgemeinde Jodszinn (heute russisch: Tschistopolje) angeschlossen.
Im Januar 1945 wurde der Ort von der Roten Armee besetzt. Die neue Polnische Provisorische Regierung ging zunächst davon aus, dass er mit dem gesamten Kreis Darkehmen (Angerapp) unter ihre Verwaltung fallen würde. Im Potsdamer Abkommen (Artikel VI) von August 1945 wurde die neue sowjetisch-polnische Grenze aber unabhängig von den alten Kreisgrenzen anvisiert, wodurch der Ort unter sowjetische Verwaltung kam. Im November 1947 erhielt der Ort den russischen Namen „Antonowka“ und wurde gleichzeitig dem Dorfsowjet Tschistopolski selski Sowet im Rajon Osjorsk zugeordnet. Die polnische Umbenennung des Ortes in Adamiszki im Februar 1949 wurde nicht mehr wirksam. 1954 gelangte Antonowka in den Bagrationowski selski Sowet und vermutlich 1963 dann in den Lwowski selski Sowet. Von 2008 bis 2014 gehörte der Ort zur Landgemeinde Krasnojarskoje selskoje posselenije, von 2015 bis 2020 zum Stadtkreis Osjorsk und seither zum Munizipalkreis Osjorsk.

## Kirche
Adamischken war bis 1945 mit seiner fast ausnahmslos evangelischen Bevölkerung in das Kirchspiel Szabienen eingepfarrt, dessen Amtssitz das heute polnische Żabin (bis 1936 Klein Szabienen, 1936–1938 Klein Schabienen, 1938–1946 Kleinlautersee) war. Es gehörte zum Kirchenkreis Darkehmen (1938–1946 Angerapp, seit 1946: Osjorsk) in der Kirchenprovinz Ostpreußen der Kirche der Altpreußischen Union. Letzter deutscher Geistlicher war Pfarrer Heinz Tetzlaff.
Nachdem in der Zeit der Sowjetunion alle kirchlichen Aktivitäten verboten waren, bildeten sich in den 1990er Jahren in der dann russischen Oblast Kaliningrad zahlreiche neue evangelische Gemeinden. Antonowka liegt jetzt im Gebiet der Kirchenregion der Salzburger Kirche in Gussew (Gumbinnen) und gehört zur Propstei Kaliningrad der Evangelisch-Lutherischen Kirche Europäisches Russland (ELKER).

## Persönlichkeiten
- Adam Kurtz (1929–2020), deutscher Maler, Grafiker, Metallkünstler und Bildhauer